# Henri Kichka
Henri Kichka (Bruxelas, 14 de abril de 1926 - Bruxelas, 25 de abril de 2020) foi um sobrevivente do Holocausto belga. Na década de 1980, começou a falar sobre a importância da memória daqueles que pereceram nas mãos dos nazistas. Em 2005, screveu sua autobiografia, Une adolescence perdue dans la nuit des camps, precedida por Serge Klarsfeld. É pai do cartunista Michel Kichka.

## Biografia
Henri Kichka nasceu em Bruxelas em 1926, em uma família judia de origem polonesa. Seus pais haviam fugido do antissemitismo na Europa Oriental para construir uma nova vida no Ocidente.
Em janeiro de 1945, Henri e seu pai foram enviados em uma marcha mortal para Gross-Rosen e depois Buchenwald, onde seu pai morreu.
Foi um das poucas pessoas que sobreviveram a Auschwitz, o campo de extermínio criado pelos nazistas no sul da Polônia durante a Segunda Guerra Mundial.

## Pós Guerra
Em 9 de abril de 1949, Kichka se casou com Lucia Swierczynski. Obteve a nacionalidade belga em 1952 e voltou a sua vida ao normal.

## Morte
Morreu vítma da COVID-19, em uma casa de repouso em Bruxelas, aos 94 anos. Henri deixa dois filhos, Michel e Irène, netos e bisnetos.

## Publicações
- Une adolescence perdue dans la nuit des camps (2005)